# Aker Brygge
Aker Brygge er et område og et indkøbscenter i bydelen Frogner i Oslo. Det ligger på vestsiden af Pipervika, på det tidligere værftsområde, Akers Mekaniske Verksted AS, som blev nedlagt i 1982. Før værkstedet etablerede sig her i 1854, blev området kaldt Holmen. Det var et gammelt landbrugsareal hvor nogen industribedrifter etablerede sig og en forstadsbebyggelse voksede frem tidligt i 1800tallet. 
Udbygningen af Aker Brygge blev gennemført i fire trin af ejendomsselskabet Aker Eiendom AS. En del gamle industribygninger blev revet ned, mens flere af de store værkstedshaller blev ombygget til forretningslokaler. Første byggetrin stod færdig i 1986 med Telje, Torp og Aasen som arkitekter. Fjerde og sidste byggetrin, forsikringsselskabet Storebrands nybyggeri mod Munkedamsveien, stod færdig i 1998. 
Området består af et indkøbscenter med butikker og restauranter, biograf, kontorlokaler og lejligheder. Der udover findes der en lystbådshavn og en terminal for Nesoddbåtene i området. Hele ejendomsmassen er på 260 000 m². Hvert år har Aker brygge cirka 6 millioner besøgende.
Gaderne på Aker brygge er Beddingen, Bryggegata, Bryggepassasjen, Dokkveien, Fjordalléen, Grundingen, Holmens gate, Koøyet, Riggergangen, Sjøgata, Stranden og Støperigata. Kajen langs Pipervika hedder Tingvallakaia. Mod Tjuvholmen ligger Bryggetorget.

## Eksterne Henvisninger
- Aker Brygge, hjemmesider Arkiveret 27. september 2007 hos  Wayback Machine

- Wikimedia Commons har flere filer relateret til Aker Brygge

59°54′35″N 10°43′36″Ø / 59.9097°N 10.7267°Ø